# Chrysoskalitissa

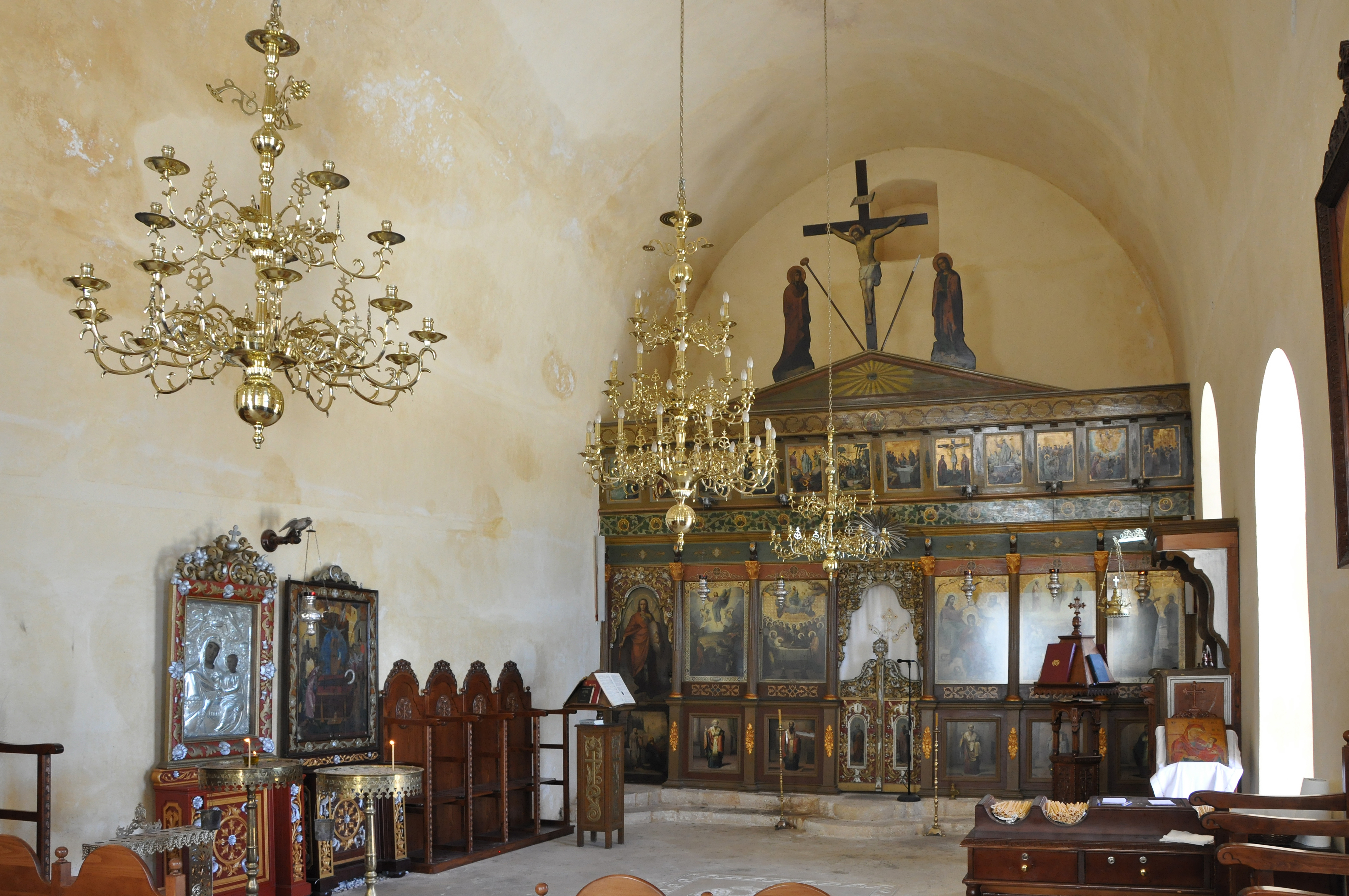

Chrysoskalitissa (gr. Χρυσοσκαλίτισσα) – klasztor położony ok. 6 km na północ od plaży i wyspy Elafonisi. Zbudowany został w XVII wieku. W swojej historii był wielokrotnie opuszczany. W roku 1944 wiele zabudowań klasztoru zostało zniszczonych przez Niemców.
Nazwa klasztoru oznaczająca złote schody pochodzi z legendy mówiącej, że pielgrzymi, aby dotrzeć do klasztoru muszą pokonać 98 stopni, a ostatni 99, złoty stopień widoczny jest tylko dla wierzących.
Klasztor jest dostępny dla zwiedzających, wewnątrz znajduje się muzeum zawierające zbiory ikon, szat, ksiąg i naczyń liturgicznych oraz przykładową celę mnicha. Ponadto w osobnych pomieszczeniach znajduje się niewielkie muzeum folklorystyczne.